# 汪亚君
汪亚君（1962年8月27日—）是一名中国前女子排球运动员。她在1988年夏季奥林匹克运动会中，随国家队参加了女子排球比赛，最终获得铜牌。